# Maesa lanceolata
Maesa lanceolata là một loài thực vật có hoa trong họ Anh thảo. Loài này được Forssk. mô tả khoa học đầu tiên năm 1775.

## Hình ảnh

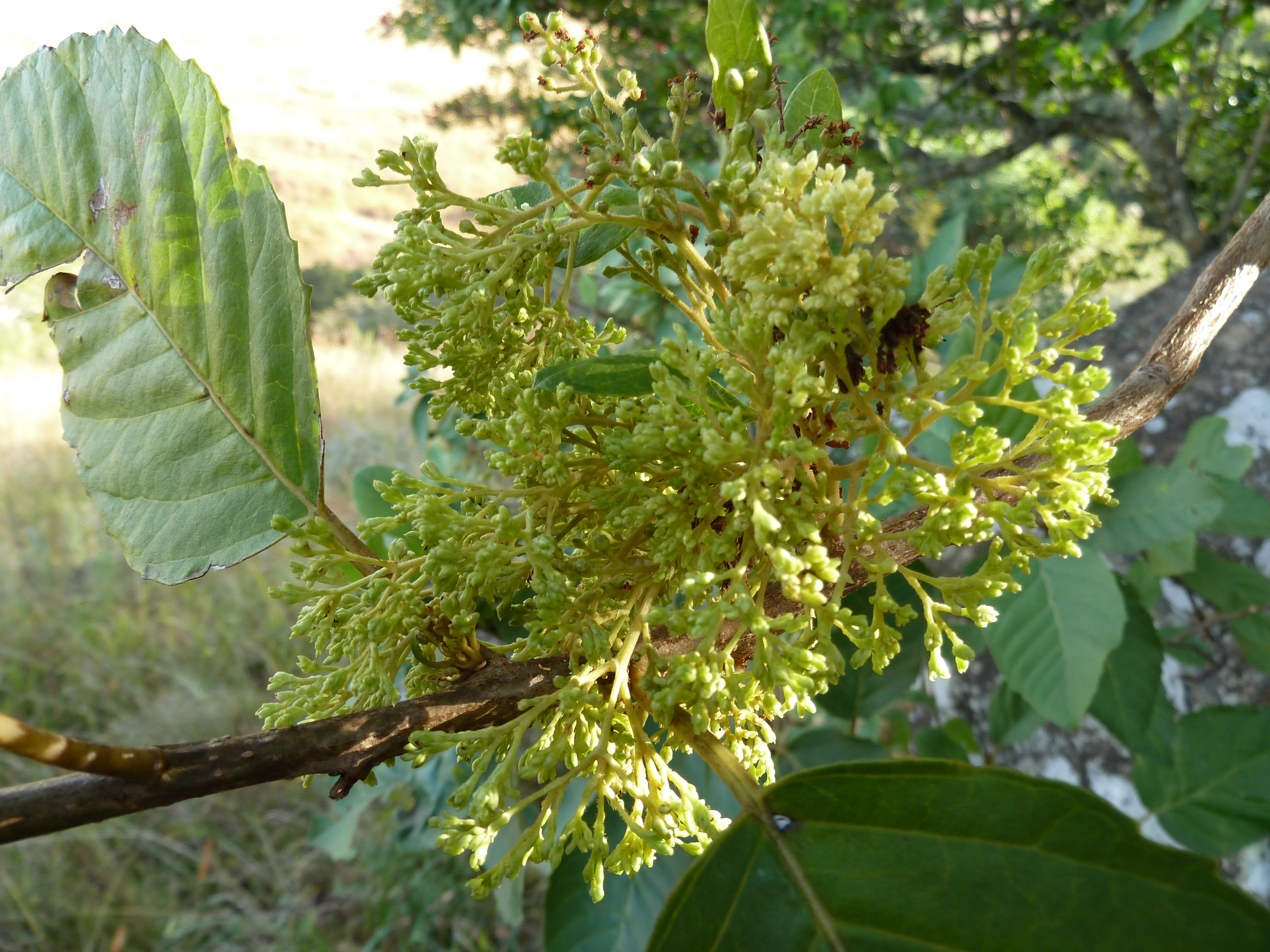
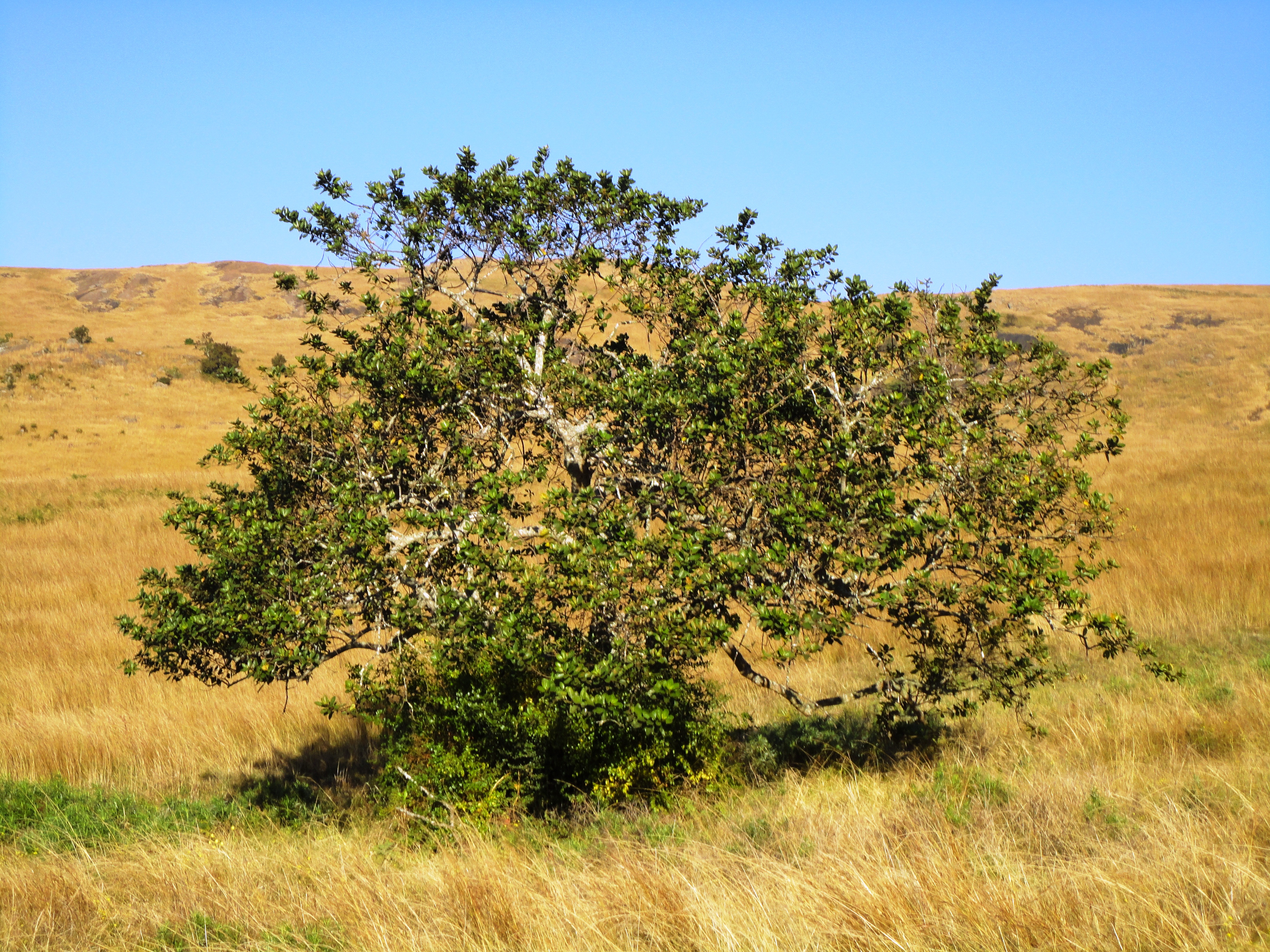
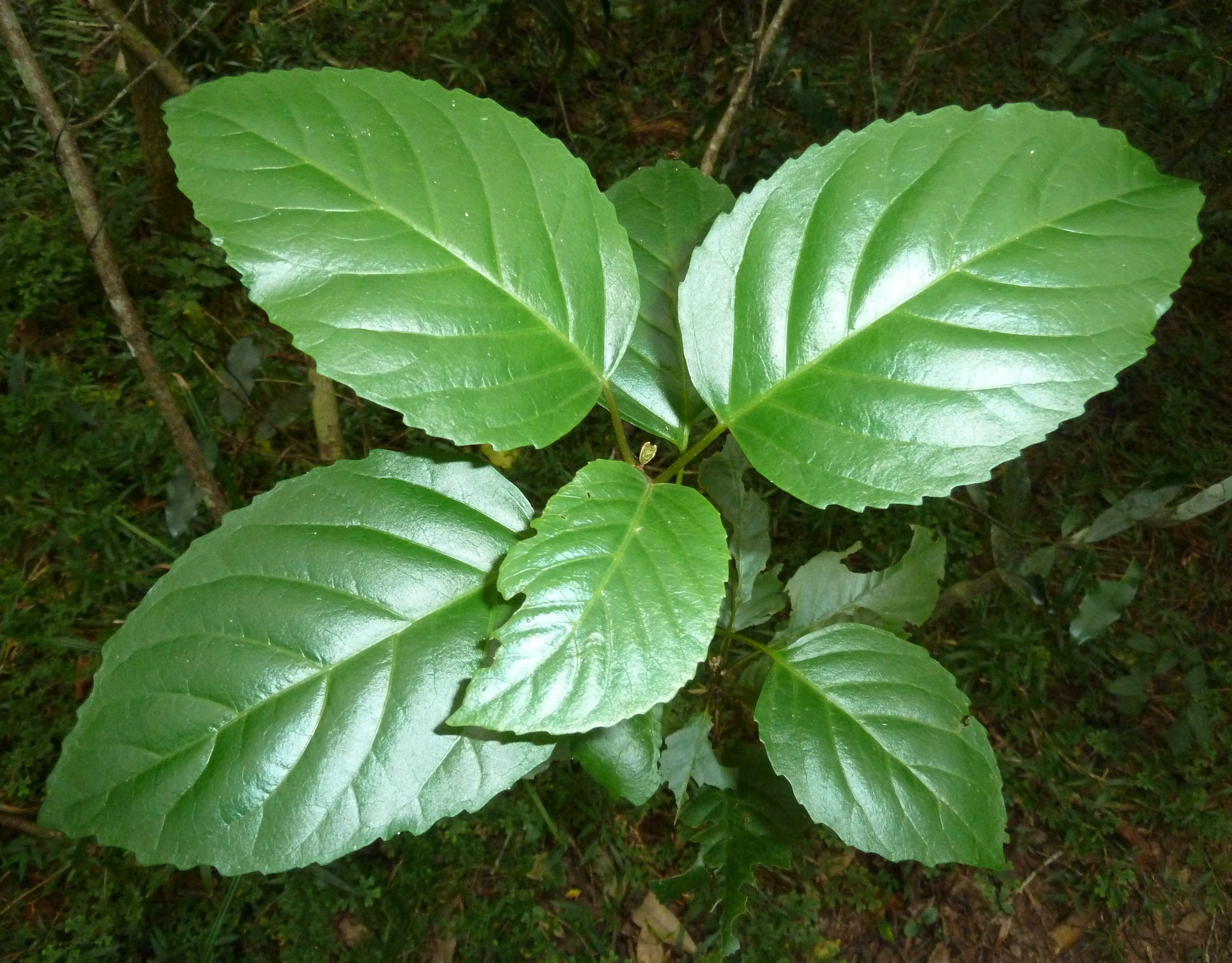
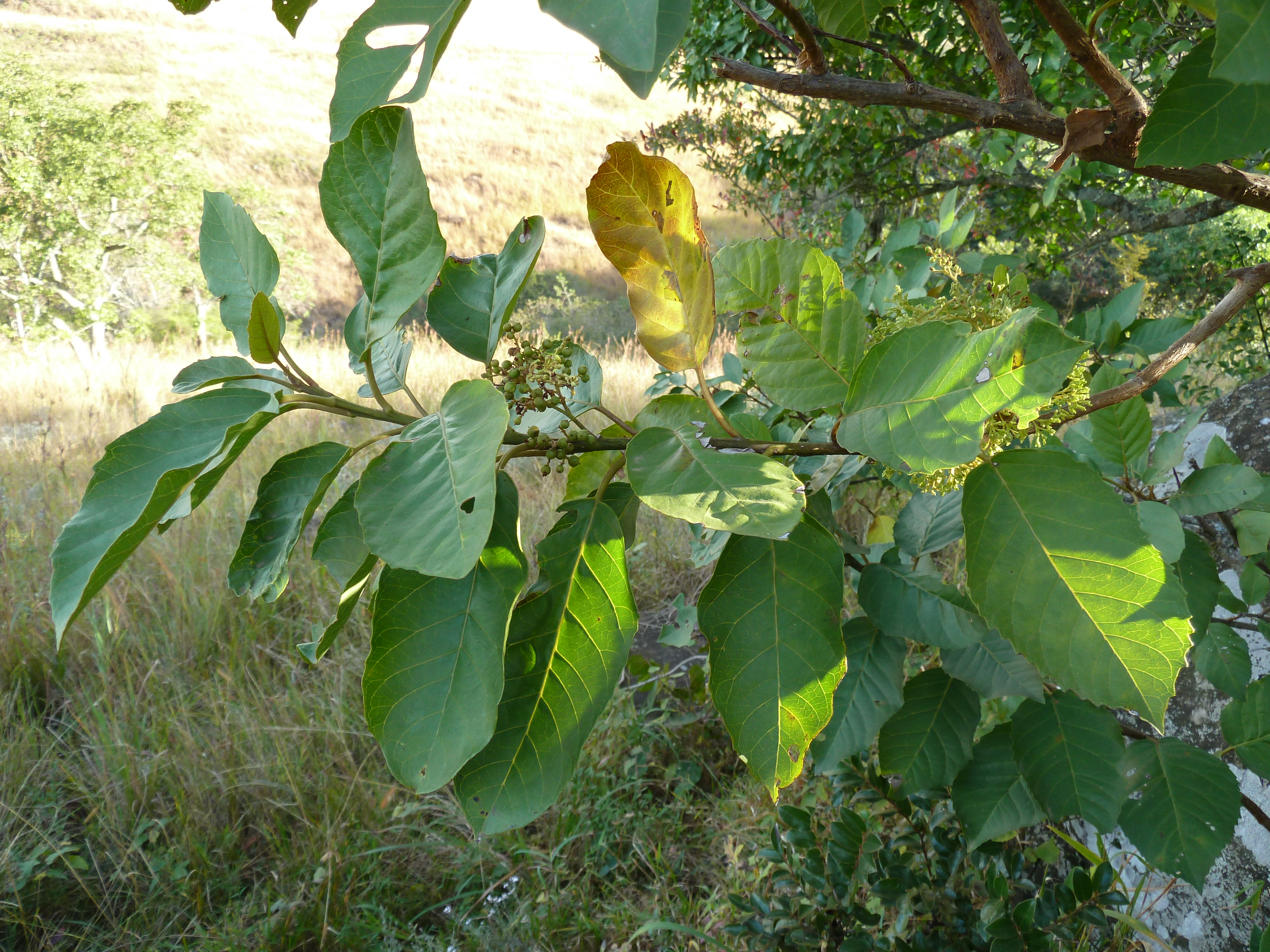